# Бусто Арсицио
Бусто Арсицио (на италиански: Busto Arsizio) e град и община в Италия. Населението му е 83 405 жители по данни от декември 2017 г., а площта 30,27 кв. км. Намира се на 226 m н.в. в часова зона UTC+1. Пощенският му код е 21052, а телефонния 0331.